# Tomasz Tomiak
Tomasz Tomiak (Nowy Tomyśl, 1967. szeptember 17. – Gdańsk, 2020. augusztus 21.) olimpiai bronzérmes lengyel evezős.

## Pályafutása
Az 1992-es barcelonai olimpián kormányos négyesben olimpiai bronzérmes lett társaival: Wojciech Jankowskival, Maciej Łasickivel, Jacek Streich-hel és Michał Cieślakkal. A világbajnokságokon egy ezüst- és egy bronzérmet szerzett.

## Sikerei, díjai
- Olimpiai játékok
  - bronzérmes: 1992, Barcelona (kormányos négyes)
- Világbajnokság
  - ezüstérmes: 1993 (kormányos nélküli négyes)
  - bronzérmes: 1991 (kormányos nélkül)